# Ореджеріто колумбійський
Ореджері́то колумбійський (Pogonotriccus lanyoni) — вид горобцеподібних птахів родини тиранових (Tyrannidae). Ендемік Колумбії. Вид названий на честь американського орнітолога Веслі Едвіна Ланьйона.

## Опис
Довжина птаха становить 11 см. Верхня частина тіла зеленувато-оливкова, тім'я сіре. Навколо очей незамкнені білі кільця. Крила і хвіст чорнуваті, на крилах дві жовті смужки. Нижня частина тіла яскраво-жовта. Дзьоб невеликий, зверху темний, знизу тілесного кольору.

## Поширення і екологія
Колумбійські ореджеріто локально поширені на східних і північних схилах Центрального хребта Анд в департаментах Кальдас і Антіокія, а також на західних схилах Східного хребта в департаментах Кундінамарка, Бояка і Сантандер. Вони живуть у вологих гірських тропічних лісах. Зустрічаються на висоті від 450 до 900 м над рівнем моря.

## Збереження
МСОП цей вид як такий, що перебуває під загрозою зникнення. За оцінками дослідників, популяція колумбійських ореджеріто становить від 600 до 1700 птахів. Їм загрожує знищення природного середовища.